# 比斯博斯国家公园

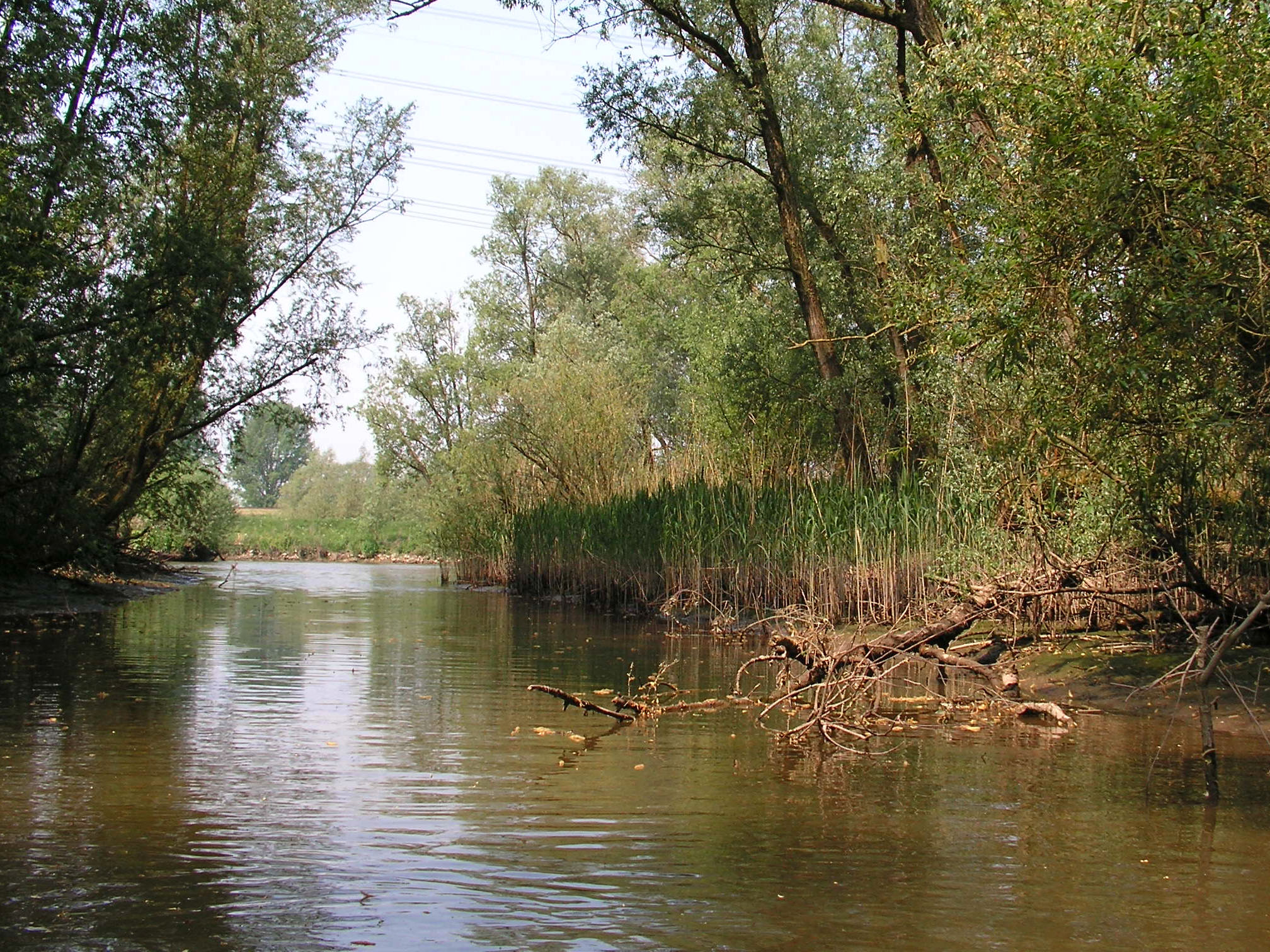

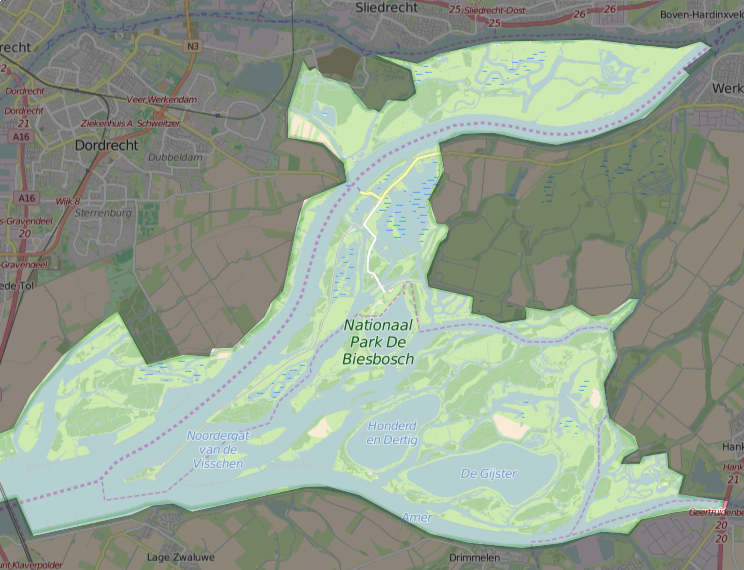

51°44′N 4°45′E / 51.733°N 4.750°E
比斯博斯国家公园（荷蘭語：Nationaal Park De Biesbosch）是荷蘭的國家公園，位於該國南部，橫跨北布拉班特省和南荷蘭省，鄰近多德雷赫特，成立於1994年，面積90平方公里。